# Fejervarya moodiei
Fejervarya moodiei és una espècie de granota que viu a les Filipines.